# Neonemura maculata
Neonemura maculata is een steenvlieg uit de familie Notonemouridae. De wetenschappelijke naam van de soort is voor het eerst geldig gepubliceerd in 2008 door Vera.